# Magnetokalorischer Effekt
Der magnetokalorische Effekt bezeichnet das Phänomen einer Temperaturerhöhung in einem magnetisierbaren Material, wenn es einem stärkeren Magnetfeld ausgesetzt wird. Der Effekt ist umkehrbar, äußert sich dann als sinkende Temperatur als Folge eines abnehmenden Magnetfelds.

## Wirkung und Anwendung
Der Effekt entsteht, indem die magnetischen Momente des Materials durch das Magnetfeld ausgerichtet werden; diese Ausrichtung nimmt mit sinkendem Magnetfeld auch wieder ab. Die Ausrichtungsgeschwindigkeit der magnetischen Momente zeigt meist ein deutliches Hysterese-Verhalten, das vom jeweiligen Material abhängt. Im Prinzip können alle magnetischen Materialien diesen Effekt zeigen. Am stärksten ist er für Materialien nahe ihrer kritischen Temperatur (und bei paramagnetischen Materialien für sehr niedrige Temperaturen), da dort eine Veränderung des Magnetfelds mit besonders großer Veränderung der magnetischen Entropie einhergeht. Die Suche nach geeigneten Legierungen mit geringer Hysterese soll Materialien ergeben, die sich als Wärmepumpe eignen: durch periodische Magnetisierung und gleichzeitiges Abführen der entstehenden Wärme kann mit ihnen eine Kühlwirkung erreicht werden. Der Test entsprechender Prototypen dient der Erprobung des Effektes für Anwendungen in Haushaltsgeräten. Viele der Prototypen verwenden Gadolinium, das eine Curie-Temperatur von 19 °C hat, oder Legierungen mit diesem Element.
Der magnetokalorische Effekt kann auch zum Erwärmen genutzt werden, z. B. über eine Fußbodenheizung (magnetische Wärmepumpe). Der Coefficent of Performance (COP) ist dabei höher als jener einer konventionellen Wärmepumpe.

## Entropie
Die Gesamtentropie eines Systems ist konstant oder steigt. Bei dem magnetokalorischen Effekt besteht die Gesamtentropie aus der thermischen und der magnetischen Entropie. Durch die parallele Ausrichtung der magnetischen Momente sinkt die magnetische Entropie. Somit muss die thermische Entropie als Ausgleich steigen und somit die Temperatur.